# Josip Elic
Josip Elic (Blutte, Montana, 1921. március 10. – River Edge, New Jersey, 2019. október 21.) amerikai karakterszínész.

## Filmjei
Mozifilmek
- Murder, Inc. (1960)
- Egy maroknyi csoda (Pocketful of Miracles) (1961)
- Third of a Man (1962)
- Convicts 4 (1962)
- Santa Claus Conquers the Martians (1964)
- Producerek (The Producers) (1967)
- For Love of Ivy (1968)
- Trilogy (1969)
- Who Is Harry Kellerman and Why Is He Saying Those Terrible Things About Me? (1971)
- The Stoolie (1972)
- Dirty Little Billy (1972)
- Bújócska (From the Mixed-Up Files of Mrs. Basil E. Frankweiler) (1973)
- Száll a kakukk fészkére (One Flew Over the Cuckoo's Nest) (1975)
- A világ legnagyobb hősszerelmese (The World's Greatest Lover) (1977)
- Fekete eső (Black Rain) (1989)

Tv-filmek és sorozatok
- Kraft Television Theatre (1956, egy epizódban)
- The Phil Silvers Show (1959, egy epizódban)
- The DuPont Show of the Month (1959, egy epizódban)
- Peter Gunn (1961, egy epizódban)
- The Asphalt Jungle (1961, egy epizódban)
- The Dick Powell Show (1961, egy epizódban)
- The Untouchables (1961, egy epizódban)
- Target: The Corruptors (1961, egy epizódban)
- Alkonyzóna (The Twilight Zone) (1961–1962, két epizódban)
- Follow the Sun (1961–1962, két epizódban)
- ABC Stage 67 (1966, egy epizódban)
- Great Day (1977, tv-film)